# Mullion (Cornovaglia)
Mullion (Eglosvelyan in lingua cornica) è un villaggio e parrocchia civile dell'Inghilterra, appartenente alla contea della Cornovaglia.